# Амур (Благовєщенськ)
Футбольний клуб «Амур» або просто «Амур» (рос. Футбольный клуб «Амур» Благовещенск) — російський футбольний клуб з міста Благовєщенська, існував з 1960 по 2009 рік.
10 вересня 2009 року керівництво та засновники клубу ухвалили рішення про закриття, розформування та банкрутство футбольного клубу.

## Хронологія назв
- 1960—1996 та 2002—2009: «Амур»
- 1997—2001: «Амур-Енергія»

## Історія
Офіційна дата створення — 1960 рік. З цього часу команда не змінювала своєї назви (за винятком сезонів 1997—2001 років, коли клуб виступав з комерційним додатком й називався «Амур-Енергія»). В СРСР команда входила до ВДФСО «Спартак».
У першостях СРСР команда зі столиці Амурської області вперше взяли участь в 1960 році. До 1970 року включно «Амур» брав участь в першості СРСР серед команд класу «Б». Найвище досягнення за цей період — 5-е місце в 1970 році. З 1971 по 1991 роки «Амур» виступав у першості СРСР серед команд другої ліги (в 1990 та 1991 роках — в «буферній» зоні другої ліги). За цей час команда досягнула декількох високих результатів. Так, у 1972 і 1975 роках «Амур» займав в зональних турнірах перші місця, а в 1974 році фінішував третім. У 1973, 1976, 1979, 1980, 1988 і 1990 роках «Амур» займав четверті місця. У російський період історії команда двічі грала в першій лізі (дивізіоні). Було це в 1992 і 2005 роках. Весь інший час «Амур» був незмінним учасником першості РФ серед команд Другого дивізіону.
17 вересня 2009 року ФК «Амур» виключено з російського Другого дивізіону Росії за те, що клуб не з'явився на два виїзних матчі. На той момент благовєщенський клуб посідав 9-е місце в турнірній таблиці, набравши в 20-и матчах 12 очок.
У 2010 році, після банкрутства «Амура», в Благовєщенську створено новий клуб, «Амур-2010». У сезоні 2011 року він дебютував у Другому дивізіоні Росії. По завершенні сезону 2013/14 років «Амур-2010» розформували.

## Клубні кольори
| Синій | Білий | Червоний |

## Досягнення
- Друга ліга СРСР (зональний турнір)
  -  Чемпіон (2): 1972, 1975
  -  Бронзовий призер (1): 1974

- Чемпіонат РРФСР
  -  Бронзовий призер (1): 1972

- Кубок РРФСР
  -  Володар (2): 1969, 1976

- Друга ліга чемпіонату Росії (зональний турнір)
  -  Бронзовий призер (1): 1999

- Кубок Росії
  - 1/8 фіналу (1): 1995/96

## Клубні рекорди
- Найбільша кількість перемог у чемпіонаті: 27 (1972).
- Найбільша кількість забитих м'ячів у чемпіонаті: 66 (1995).
- Найменша кількість поразок у чемпіонаті: 6 (1972, 1974, 1999, 2003, 2004).
- Найменша кількість пропущених м'ячів у чемпіонаті: 17 (2004).
- Найбільша кількість ігор за клуб: Віктор Бондарєв — 464 матчі (1979—1997).
- Найкращий бомбардир клубу: Андрій Семеренко — 148 м'ячів (1978—1995).
- Найкращий бомбардир клубу за сезон: Андрій Семеренко — 23 голи (1989).
- Найбільша перемога: 7:0 — «Локомотив» (Чита)
- Найбільша поразка: 0:6 — «Геолог» (Тюмень); 0:6 — «Чита».

## Статистика виступів
| Сезон            | Ліга                         | Місце | Іг | В  | Н  | П  | РМ    | О  | Кубок   | Примітки                |
| ---------------- | ---------------------------- | ----- | -- | -- | -- | -- | ----- | -- | ------- | ----------------------- |
| Чемпіонати СРСР  |                              |       |    |    |    |    |       |    |         |                         |
| 1960             | Клас Б СРСР, РРФСР 5-а зона  | 13    | 26 | 4  | 7  | 15 | 25-55 | 15 | —       |                         |
| 1961             | Клас Б СРСР, РРФСР 5-а зона  | 11    | 24 | 5  | 7  | 12 | 23-40 | 17 | 1/32    |                         |
| 1962             | Клас Б СРСР, РРФСР 5-а зона  | 14    | 28 | 6  | 4  | 18 | 27-57 | 16 | 1/256   |                         |
| 1963             | Клас Б СРСР, РРФСР 5-а зона  | 8     | 28 | 11 | 7  | 10 | 34-47 | 29 | 1/256   |                         |
| 1964             | Клас Б СРСР, РРФСР 6-а зона  | 13    | 34 | 7  | 16 | 11 | 31-37 | 30 | 1/256   |                         |
| 1965             | Клас Б СРСР, РРФСР 6-а зона  | 13    | 36 | 8  | 15 | 13 | 36-41 | 31 | —       |                         |
| 1966             | Клас Б СРСР, РРФСР 6-а зона  | 14    | 30 | 7  | 8  | 15 | 26-38 | 22 | 1/512   |                         |
| 1967             | Клас Б СРСР, РРФСР 6-а зона  | 11    | 34 | 12 | 9  | 13 | 36-35 | 33 | 1/1024  |                         |
| 1968             | Клас Б СРСР, РРФСР 6-а зона  | 9     | 32 | 12 | 11 | 9  | 27-28 | 35 | 1/2048  |                         |
| 1969             | Клас Б СРСР, РРФСР 6-а зона  | 12    | 38 | 11 | 13 | 14 | 25-27 | 35 | Володар |                         |
| 1970             | Клас Б СРСР, РРФСР 4-а зона  | 5     | 32 | 13 | 10 | 9  | 37-27 | 36 | —       |                         |
| 1971             | Друга ліга СРСР, 6-а зона    | 9     | 38 | 13 | 14 | 11 | 35-33 | 53 | —       |                         |
| 1972             | Друга ліга СРСР, 7-а зона    | 1     | 40 | 27 | 7  | 6  | 54-21 | 61 | —       |                         |
| 1972             | Друга ліга СРСР, Фінал       | 4     | 5  | 1  | 1  | 3  | 4-6   | 3  | —       |                         |
| 1973             | Друга ліга СРСР, 7-а зона    | 4     | 30 | 15 | 5  | 10 | 25-20 | 33 | —       |                         |
| 1974             | Друга ліга СРСР, 5-а зона    | 3     | 34 | 18 | 10 | 6  | 45-24 | 46 | —       |                         |
| 1974             | Друга ліга СРСР, Півфінал    | 3     | 5  | 2  | 1  | 2  | 8-7   | 5  | —       |                         |
| 1975             | Друга ліга СРСР, 7-а зона    | 1     | 34 | 17 | 9  | 8  | 43-21 | 43 | —       |                         |
| 1975             | Друга ліга СРСР, Півфінал    | 5     | 5  | 1  | 1  | 3  | 3-5   | 3  | —       |                         |
| 1976             | Друга ліга СРСР, 7-а зона    | 4     | 34 | 16 | 10 | 8  | 40-31 | 42 | 1/16    |                         |
| 1977             | Друга ліга СРСР, 6-а зона    | 6     | 38 | 16 | 11 | 11 | 44-33 | 43 | 1/32    |                         |
| 1978             | Друга ліга СРСР, 6-а зона    | 16    | 40 | 12 | 9  | 19 | 42-52 | 33 | —       |                         |
| 1979             | Друга ліга СРСР, 6-а зона    | 4     | 40 | 22 | 7  | 11 | 53-25 | 51 | —       |                         |
| 1980             | Друга ліга СРСР, 4-а зона    | 4     | 44 | 21 | 5  | 18 | 55-49 | 47 | —       |                         |
| 1981             | Друга ліга СРСР, 4-а зона    | 9     | 32 | 13 | 7  | 12 | 45-37 | 33 | —       |                         |
| 1982             | Друга ліга СРСР, 4-а зона    | 4     | 28 | 13 | 5  | 10 | 34-37 | 31 | —       |                         |
| 1983             | Друга ліга СРСР, 4-а зона    | 9     | 26 | 10 | 5  | 11 | 38-43 | 25 | —       |                         |
| 1984             | Друга ліга СРСР, 4-а зона    | 11    | 26 | 9  | 5  | 12 | 45-45 | 23 | —       |                         |
| 1985             | Друга ліга СРСР, 4-а зона    | 14    | 26 | 1  | 5  | 20 | 15-59 | 7  | —       |                         |
| 1986             | Друга ліга СРСР, 4-а зона    | 6     | 26 | 8  | 9  | 9  | 16-20 | 25 | —       |                         |
| 1987             | Друга ліга СРСР, 4-а зона    | 6     | 28 | 11 | 7  | 10 | 19-20 | 29 | —       |                         |
| 1988             | Друга ліга СРСР, 4-а зона    | 4     | 30 | 15 | 4  | 11 | 45-34 | 34 | —       |                         |
| 1989             | Друга ліга СРСР, 4-а зона    | 5     | 36 | 17 | 9  | 10 | 55-39 | 43 | —       |                         |
| 1990             | Друга ліга СРСР, зона «Схід» | 4     | 42 | 23 | 6  | 13 | 53-37 | 52 | 1/16    |                         |
| 1991             | Друга ліга СРСР, зона «Схід» | 13    | 42 | 16 | 11 | 15 | 51-53 | 43 | 1/64    |                         |
| Чемпіонати Росії |                              |       |    |    |    |    |       |    |         |                         |
| 1992             | Перша ліга, зона «Схід»      | 15    | 30 | 7  | 7  | 16 | 28-58 | 21 | —       | Виліт у Друга ліга      |
| 1993             | Друга ліга, 7-а зона         | 12    | 24 | 5  | 7  | 12 | 28-47 | 17 | 1/64    |                         |
| 1994             | Друга ліга, зона «Схід»      | 5     | 32 | 13 | 6  | 13 | 46-53 | 32 | —       |                         |
| 1995             | Друга ліга, зона «Схід»      | 5     | 34 | 19 | 4  | 11 | 66-35 | 61 | 1/64    |                         |
| 1996             | Друга ліга, зона «Схід»      | 11    | 30 | 12 | 6  | 12 | 36-36 | 42 | 1/8     |                         |
| 1997             | Друга ліга, зона «Схід»      | 11    | 34 | 14 | 4  | 16 | 55-54 | 46 | 1/128   |                         |
| 1998             | Другий дивізіон, зона «Схід» | 6     | 30 | 13 | 10 | 7  | 37-24 | 49 | 1/16    |                         |
| 1999             | Другий дивізіон, зона «Схід» | 3     | 30 | 18 | 6  | 6  | 53-25 | 60 | 1/128   |                         |
| 2000             | Другий дивізіон, зона «Схід» | 10    | 24 | 6  | 7  | 11 | 27-30 | 25 | 1/128   |                         |
| 2001             | Другий дивізіон, зона «Схід» | 13    | 28 | 6  | 10 | 12 | 32-41 | 28 | 1/256   |                         |
| 2002             | Другий дивізіон, зона «Схід» | 7     | 30 | 15 | 5  | 10 | 46-37 | 50 | 1/256   |                         |
| 2003             | Другий дивізіон, зона «Схід» | 9     | 24 | 7  | 11 | 6  | 27-22 | 32 | 1/256   |                         |
| 2004             | Другий дивізіон, зона «Схід» | 2     | 27 | 15 | 6  | 6  | 36-17 | 51 | 1/32    | Вихід у Перший дивізіон |
| 2005             | Перший дивізіон              | 19    | 42 | 10 | 7  | 25 | 44-70 | 37 | 1/32    | Виліт у Другий дивізіон |
| 2006             | Другий дивізіон, зона «Схід» | 9     | 36 | 12 | 7  | 17 | 34-53 | 43 | 1/64    |                         |
| 2007             | Другий дивізіон, зона «Схід» | 2     | 30 | 18 | 6  | 6  | 46-20 | 60 | 1/64    |                         |
| 2008             | Другий дивізіон, зона «Схід» | 9     | 27 | 6  | 7  | 14 | 29-45 | 25 | 1/64    |                         |
| 2009             | Другий дивізіон, зона «Схід» | 10    | 27 | 2  | 6  | 19 | 23-67 | 12 | 1/32    | Розформований           |

## Відомі гравці
- / Михайло Бірюков
- Владимир Булатович
- Олександр Каратаєв
- Євген Скачков